# Technomyrmex pratensis
Technomyrmex pratensis é uma espécie de formiga do gênero Technomyrmex.